# 高雄捷運Urbos電車
高雄捷運Urbos電車（たかおしょううんUrbosでんしゃ）は2015年に台湾高雄市の高雄捷運環状軽軌（高雄ライトレール、LRT環状線）で運用を開始した超低床路面電車車両。正式な形式名は開業後もないが、現地では「小緑緑、シャオリューリュー、繁体字中国語: 小綠綠）の愛称がある:131

## 概要

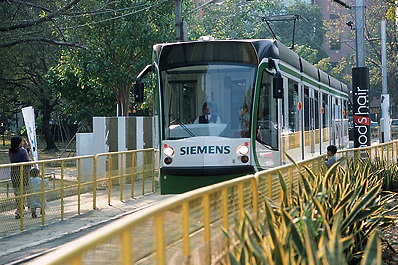
中央公園で試走するシーメンス・コンビーノ（2004年）

高雄ライトレールでは環状線の全線開業時で24編成の車両を調達する予定で、このうち第1期区間用にスペインCAFから9編成の100%低床車両であるUrbos 3が導入された。
2013年にCAFのコンソーシアムが入札で優先交渉権を獲得、第1編成が2014年に台中港経由で高雄に搬入された。台湾では初の営業用ライトレール車両であるとともに、台湾初のスペイン製車両。
過去に高雄市政府では2003年に中央公園でシーメンスが列車一式を提供し、展示やデモンストレーション走行を行うなど建設の機運を高めていた:83:22。市政府が策定した環状線の全区間無架線方式の仕様に応じ、CAFは自国のセビリアで実績のあった無架線走行が可能な仕様を提供した:96。2014年8月に海上輸送で台湾に上陸した第1編成は高雄ガス爆発事故により前鎮機廠が使用不可となったため、紅線の南機廠で一時保管されたのち、11月より環状線で試運転を開始した:184。
2015年秋に1期区間の一部でプレ開業を迎え営業運転を開始したが、15編成の追加調達を公示した翌2016年8月の2期区間機電工程入札では中国鋼鉄・アルストムコンソーシアムに敗れたため導入は9編成にとどまることになった。
ほとんどの部品を国外製品に頼っているが、2020年代以降に到来する更新時期に合わせて一部国産品の採用を目標にしている。

## 仕様
この車両はスペインのCAFが製作し、自社ブランドのUrbosの3台車5車体の連接車両をベースに、エクステリアデザインをイタリアのジウジアーロが担った。
走行装置はニッケル・水素充電池の電気二重層キャパシタによるACR（スペイン語: Acumulador de Carga Rápida、英語: Rapid Charge Accumulator、急速充電）ユニットを搭載(p114)、停車時の急速充電と駅間での無架線走行を実現した(p77):134。キャパシタは1.4km分の走行電力を充電できる(p115)。
構成はモジュール品による車体生産や偶数号車が無台車構造であることや(p78)、車両間の特殊な連結構造および3両目屋根のパンタグラフ搭載などの構造で(p79)、後発の台湾国産車両『淡海輕軌電車』と類似している。
駅ホームにある剛体架線ではパンタグラフを上昇させ、次駅までの電源の20秒以内での急速充電を可能としている(p5)。登坂能力は60パーミルまで対応している(p185)。
ブレーキは奇数号車にあり、無動力台車の3両目にはハイドロリック（油圧式）・ディスクブレーキ、電磁吸着ブレーキの2種を、制御電動車の両端2両はそれらに電力再生ブレーキを加えた3種を装備している(p86)。

### 外観
素材はステンレス鋼および耐候性鋼を使用している淡海輕軌電車と異なり、アルミニウム合金が使われている。
先頭部は流線形状で、運転室は大型の曲面ガラスが採用されている。上部にLED式行先表示器が、下部連結部周辺には高雄捷運とCAFのロゴが配置されている(p79)、
先頭両側には監視カメラがあり、運転室で映像を見ることができる。(p80)。塗装は白が主体で緑色の帯は前面が窓を囲む楕円形、側面はストライプ状にあしらわれている。連結部は幌で覆われている(p78)。
側面ドアは幅1.3メートルのプラグドアが採用され、乗客自身で開閉操作を行う手動のドアボタンで省エネとバリアフリーを両立している:124。

### 内装
| ドアボタン |  | カードリーダー |
| ドアボタン |  | カードリーダー |

内装のカラーリングは超低床の床面から天井板に至るまで白主体の淡色となっている。天井にはLEDの旅客案内装置があり、吊革は紅線や橘線の高運量電車と同様、ゴム素材が採用された(p81)。
保安用に煙探知機も設置されている:126
FRPの座席部分は人体工学に基づいた設計となり、背もたれの上部には金属製の手すりがある。台車配置の関係で、奇数号車は固定式クロスシートが、無台車の偶数号車はロングシートが採用された。
博愛座（優先座席）は色がライトグリーンでその他と明確に区別されている。左右ドアの中間にはスタンションポールがあり、IC乗車カードのリーダーや旅客案内装置の固定にも使われている(p82)。
| 屋根上（前鎮之星駅） |  | クロスシート配置の奇数号車 |  | ロングシート配置の偶数号車 |
| 屋根上（前鎮之星駅） |  | クロスシート配置の奇数号車 |  | ロングシート配置の偶数号車 |

### 編成
|               | ← 籬仔内 哈瑪星 → |              |                              |              |              |
| 号車          | 5 Mc1             | 4 S1         | 3 T                          | 2 S2         | 1 Mc2        |
| 機器配置(p85) | キャパシタ        | 整流器、冷房 | シングルアーム式パンタグラフ | 整流器、冷房 | キャパシタ   |
| 台車          | 動力台車          |              | 無動力台車                   |              | 動力台車     |
| 車内設備      | 扉,               | 扉,,         |                              | 扉,,         | 扉,          |
| 座席形状      | クロスシート      | ロングシート | クロスシート                 | ロングシート | クロスシート |
| 座席定員      | 64                | 64           | 64                           | 64           | 64           |
| 乗車定員      | 250               | 250          | 250                          | 250          | 250          |
| 全長(mm)      | 7,873             | 5,800        | 4,100                        | 5,800        | 7,873        |
| 車両形式      | 015 : 095         | 014 : 094    | 013 : 093                    | 012 : 092    | 011 : 091    |

| 記号 - ：バリアフリーエリア - ：IC乗車カードリーダー |

## 配属
全車が前鎮機廠に配属されている。

## その他

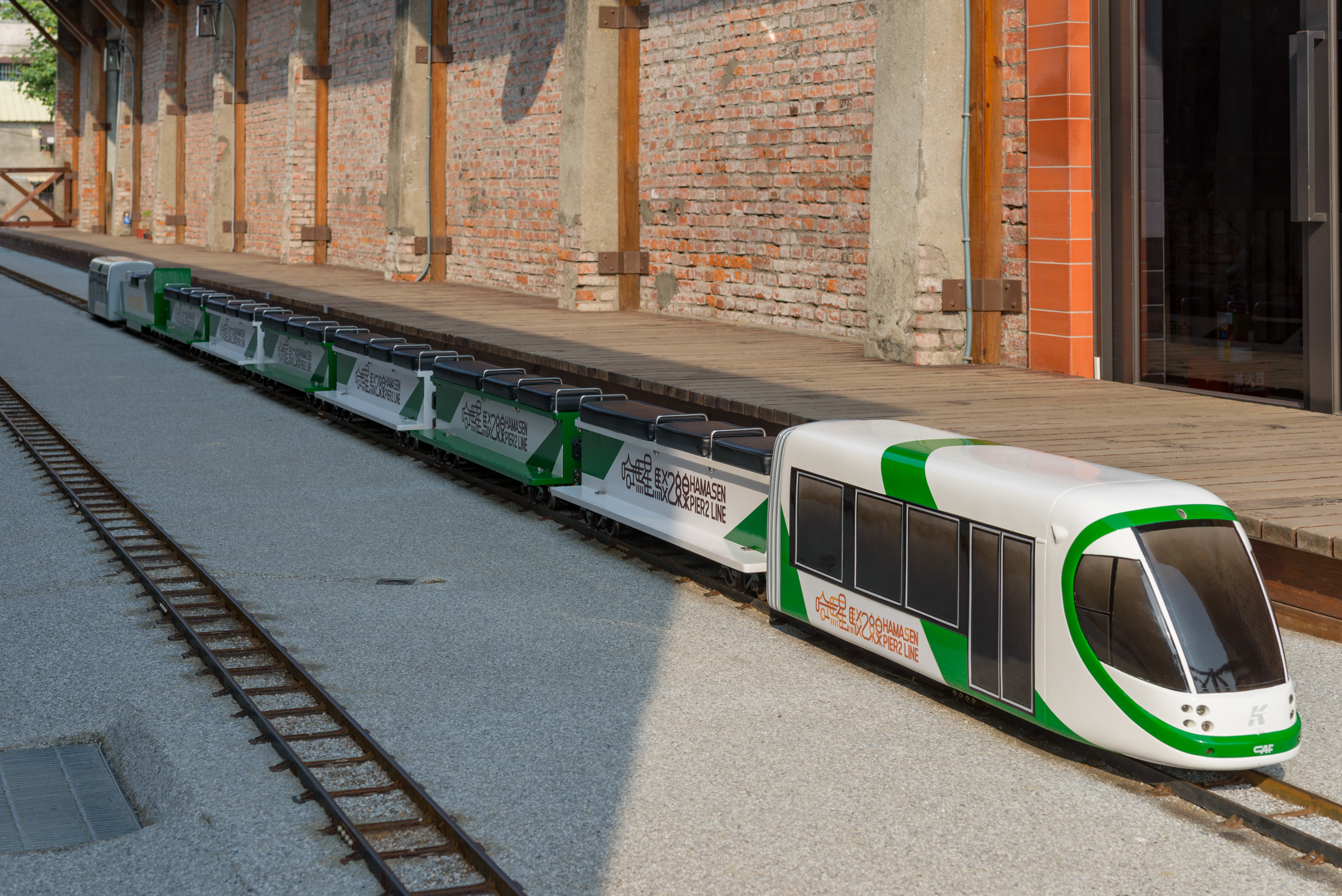
哈瑪星駁二線のUrbos 3ミニ列車

- 沿線の駁二芸術特区内、哈瑪星台湾鉄道館で館外を周回する「哈瑪星駁二線」で当形式のミニ列車（5インチゲージ）が運行されている。

### 特別仕様車
- 少女与戦車（ガールズ&パンツァー）ラッピング（第6編成：2016年末〜[22][23]。ただしラッピングのレイアウトが問題視され、騒動直後に修正された[24]。）
- 高捷少女ラッピング（第9編成：2017年7月〜[25][26]）

### 関連商品
- 鉄支路模型（Touch Rail）より迴力車（無動力のデフォルメ模型）が発売されている[27]。